# Taylor Kitsch
Taylor Wade Kitsch (Kelowna, Colúmbia Britânica, Canadá, 8 de abril de 1981) é um ator e modelo canadense.

## Biografia
Ele tem dois irmãos mais velhos e duas meia-irmãs mais novas. A princípio, Taylor deveria se tornar um jogador de hóquei profissional. Ele jogava para Langley Hornets no BCHL canadense, mas uma lesão no joelho terminou com sua carreira. Ele se mudou para Nova Iorque em 2002 depois de receber uma oportunidade para trabalhar de modelo com a IMG (agencia de talentos internacional)e lá aprendeu a atuar também. Depois de dois anos, ele assinou com a empresa de produções Untitled Entertainment. Enquanto estava em Nova Iorque, Kitsch estudou e se certificou como nutricionista e personal trainer.
Kitsch atuou na série da NBC Friday Night Lights como Tim Rigins. Em fevereiro de 2008, ele assinou para interpretar Gambit no filme X-Men Origins: Wolverine. Em março de 2012, ele estreou o filme John Carter: Entre Dois Mundos como o personagem principal John Carter, e em abril do mesmo ano o filme Battleship - Batalha dos Mares.
Em 2015 assinou contrato para ser um dos protagonistas da 2º temporada de True Detective.

## Filmografia
| Ano           | Título                                      | Papel                 | Notas                     |
| ------------- | ------------------------------------------- | --------------------- | ------------------------- |
| 2006          | Godivas                                     | Colm                  |                           |
| 2006          | Kyle XY                                     | Male Camper           | Pilot                     |
| 2006          | John Tucker Must Die                        | Justin                |                           |
| 2006          | Snakes on a Plane                           | Kyle "Crocodile" Cho  |                           |
| 2006          | O Pacto                                     | Pogue Parry           |                           |
| 2006-presente | Friday Night Lights                         | Tim Riggins           | Série de TV; 50 episódios |
| 2007          | Breaking the Silence: Exposing the Covenant | Ele mesmo             | Documentário              |
| 2008          | Gospel Hill                                 | Joel Herrod           |                           |
| 2009          | X-Men Origins: Wolverine                    | Remy LeBeau / Gambit  |                           |
| 2010          | The Bang-Bang Club                          | Kevin Carter          |                           |
| 2012          | John Carter: Entre Dois Mundos              | John Carter           |                           |
| 2012          | Battleship - Batalha dos Mares              | Alex Hopper           |                           |
| 2012          | Savages                                     | Chon                  |                           |
| 2013          | The Grand Seduction                         | Dr. Lewis             |                           |
| 2013          | Lone Survivor                               | Mike Murphy           |                           |
| 2014          | Call Of Duty Advanced Warfare               | Personagem Secundário | Live Action               |
| 2014          | The Normal Heart                            | Bruce Niles           |                           |
| 2015          | True Detective                              | Paul Woodrugh         |                           |
| 2017          | American Assassin                           | Ronnie "Ghost"        |                           |
| 2017          | Only the Brave                              | Christopher MacKenzie |                           |
| 2019          | 21 Bridges                                  | Ray Jackson           |                           |

## Televisão
| Year      | Title               | Role           | Notes                                     |
| --------- | ------------------- | -------------- | ----------------------------------------- |
| 2006      | Godiva's            | Colm           | Episodio: "Flipping Switches"             |
| 2006      | Kyle XY             | Male Camper    | Episodio: "Pilot"                         |
| 2006–2011 | Friday Night Lights | Tim Riggins    | 68 episodios                              |
| 2014      | The Normal Heart    | Bruce Niles    | Filme                                     |
| 2015      | True Detective      | Paul Woodrugh  | 8 episodios                               |
| 2018      | Waco                | David Koresh   | Minisérie; 6 episodios Executive producer |
| 2020      | Sombras da Guerra   | Max McLaughlin | Minisérie; 8 episodios Executive producer |
| 2022      | A Lista Terminal    | Ben Edwards    | Papel principal                           |
| TBA       | Painkiller          | Glen Kryger    | Minisérie; 8 episodios                    |